# 店外デート
店外デート（てんがいデート）は、風俗業において接待を担当する接客従業員や性風俗業でセックスワーカーとして働いている風俗嬢が店の外で客とデートすること。

## 概要
店内でのやりとりよりも客と授業員同士の疑似恋愛が楽しめることで、風俗遊びの最後の楽しみとされる。
非エッチ系風俗店では普通に店公認で「店外デート」が可能である。店が開店する前に店外デートができる「同伴」や店を出た後に食事等を目的に店外デートができる「アフター」がある。珍しい種類として、店に出勤しない休日に「店外デート」ができる「休日デート」がある。店外デートでは食事を一緒にすることが多いが、食事以外のゲーム（「ビリヤード」「ダーツ」「パチンコ」「スロット」）で一緒にすることもある。
一部の性風俗店では一部の店ではオプション料金を払う等して指定時間内という枠の中で「店外デート」をした後でラブホテルに入って性的行為ができる形で「店外デート」を公認している例もあるが、トラブル回避のために事前に身分証明証を提示する例が多い。内緒で客と従業員が「店外デート」をすることは性風俗店ではルール違反としている。